# Séverin Rappa
Séverin Rappa né le 23 octobre 1866 à Andorno Cacciorna (Royaume d'Italie) et mort le 8 avril 1945 à Paris 14e, est un sculpteur-ébéniste, dessinateur et graveur franco-italien. 
Militant anarchiste et proche ami de Félix Fénéon, ses œuvres ont été exposées au Salon d'automne et lors de nombreuses manifestations artistiques.

## Biographie

### Jeunesse, formation et militantisme anarchiste
Fils de Lorenzo Rappa et Rosa Golzio, Severino Rappa est originaire du Piémont.
Rappa apprend le métier de sculpteur sur bois à l'École professionnelle de Biella. Diplômé en ébénisterie vers l'âge de vingt ans, il se rend en Suisse pour rejoindre le milieu anarchiste, très implanté entre autres à Genève et dans le Tessin : à Lugano, en particulier, s’était constituée une importante communauté anarchiste sur les traces de Bakounine, mort en 1876, et sous la direction d'autres figures de proue du mouvement. Ainsi, Rappa peut se former auprès des représentants les plus emblématiques de la doctrine anarchiste, au moins jusqu'en 1890-1891. La répression au cours de cette période de deux ans force les anarchistes déclarés et les sympathisants à quitter la Suisse. En 1892, l'Europe est secouée par plusieurs attaques de la mouvance anarcho-insurrectionnelle et Rappa, réfugié à Lyon, est arrêté le 29 mars 1892 au cours d'une ronde de la police française. Il parvient à rejoindre Paris et il est arrêté le 2 avril suivant, avec une trentaine d'autres camarades étrangers. Expulsé de France, il traverse la Manche et s'installe à Londres, sur Cleveland Street, avec sa compagne Clémence Maréchal, anarchiste comme lui.
En 1894, on lui proposa d’adopter la petite Sidonie, fille d’Auguste Vaillant guillotiné le 5 février 1894. Le 9 décembre 1893, Vaillant avait jeté une bombe dans la Chambre des députés. Rappa refusa d’adopter l’enfant âgée d’une dizaine d’années. Plusieurs personnes dont la duchesse d’Uzès s'étaient proposées comme tuteurs de l’orpheline. Finalement, elle fut élevée par Sébastien Faure. A la fin de 1894, les convictions anarchistes de Rappa commencèrent à être ébranlées, et le dessinateur prit ses distances avec les idées les plus extrémistes qui s’étaient traduites par l’assassinat du Président Sadi Carnot le 24 juin 1894. Les doutes de Rappa lui valurent les foudres de son camarade Émile Pouget et celui-ci l'aurait assommé d'un coup de bâton. Néanmoins, Rappa mit ses talents au service du journal anarchiste L’Anonymat publié à Londres entre 1894 et 1898 par Luigi Parmeggiani, dit « Bertoux » (1860-1945). Ce personnage originaire de Reggio d'Émilie, établi comme antiquaire, est alors très controversé au sein du milieu anarchiste. Les affiches utilisées par le journal pour ses campagnes de presse ont été attribuées à Rappa. La prise de distance du dessinateur vis-à-vis de l’action violente amena la police à relâcher sa surveillance et à la fin de 1899, Rappa peut retourner en France où il devient l'assistant du sculpteur médailleur Alexandre Charpentier. Rappa lui conservera un grand attachement, et le considère comme un maître.

### Carrière d'artiste
Toutefois, il ne va pas cesser de fréquenter les cercles anarchistes et c’est dans ces cercles que Séverin Rappa entre en contact avec Félix Fénéon, qui, entre autres, va le présenter à Henri Matisse. À cette époque, Fénéon est à la fois une référence dans les mouvements révolutionnaires et un critique au goût très sûr. Il devient le protecteur de nombreux artistes et s'engage dans de multiples combats dont celui de la libération de Dreyfus. Fénéon avait épousé en 1897 Stéphanie Goubaux, surnommée « Fanny ». Le 5 juillet 1910 Rappa la représenta avec la dédicace « À Fanny Fénéon, bien affectueusement de son ami Séverin Rappa ».
Dans les années 1901-1904, sans doute par le biais de Fénéon, il se rapproche de la revue L'Œuvre d'art international, animée par un autre italien, Francesco Zeppa, et Marcel Clavié, à la sensibilité proche des anarchistes et des pacifistes.
En 1905, Rappa expose pour la première fois au salon de la Société nationale des beaux-arts, deux dizaines de dessins au crayon. Il y reviendra régulièrement chaque année et en deviendra membre. Dès 1906, il ajoute au dessins des lithographies, en général des portraits ; durant cette période, il réside 37, rue de Charonne, avant de passer rive gauche, au 35 rue de la Tombe-Issoire, non loin de l'atelier d'Alexandre Charpentier (1910).
À Biella, on connaissait le talent de Rappa qui y revenait de temps en temps, et s’entretenait avec de vieux amis et camarades de classe. Fin mars 1908, après une seconde exposition de ses œuvres au salon des Indépendants, Rappa retourne dans cette ville et à cette occasion, expose un album de ses dessins. Le bi-hebdomadaire Risveglio en informe ses lecteurs, en parlant de lui comme d'un artiste accompli, source de fierté pour la région, un homme qui avait fini par conquérir le turbulent Paris…
L'une des personnalités les plus importantes qui animait le salon d'Automne est Henri Matisse, à cette époque membre du jury. Le 7 septembre 1909, Matisse reçut une lettre du critique Félix Fénéon qui lui faisait remarquer la valeur du peintre Jan Verhoeven (1870-1941) et de Séverin Rappa.
En avril 1909, certaines des œuvres de Rappa sont à nouveau sélectionnées pour le salon de la Société nationale des beaux-arts : ce sont des estampes tirées de ses dessins. La recension établie par Gil Blas cite Rappa parmi les noms les plus en vue de cette époque. Le mois précédent les travaux de Séverin Rappa avaient été accueillis à la XVIe exposition organisée par La Libre Esthétique de Bruxelles. Rappa y côtoyait Théo Van Rysselberghe, Odilon Redon et Auguste Renoir. Le Figaro commenta sous la plume d’Arsène Alexandre les croquis de Rappa présent au Salon des Indépendants. Ses dessins exposés sur la terrasse des Tuileries frappa le connaisseur qui les jugea « spirituels et savants ». 
Revenant du salon de la Nationale de 1910, Guillaume Apollinaire écrit : « [les dessins] de Séverin Rappa, confesseur de physionomies, artiste délicat et sincère ».
Du 3 au 20 juin 1914, Rappa expose à Paris dans la galerie J. Chaîne et Simonson du 19 rue Caumartin et une fois encore, c'est Arsène Alexandre qui souligne la valeur de l'art de Rappa, dans les pages du Figaro. À sa voix se joignaient celles d’Édouard Sarradin du Journal des débats politiques, et de Louis Hautecœur, rédacteur de La Chronique des arts.  Il est à remarquer que les œuvres de l’artiste étaient disposées autour du portrait d’Alexandre Charpentier, en hommage à son maître, mort en 1909.

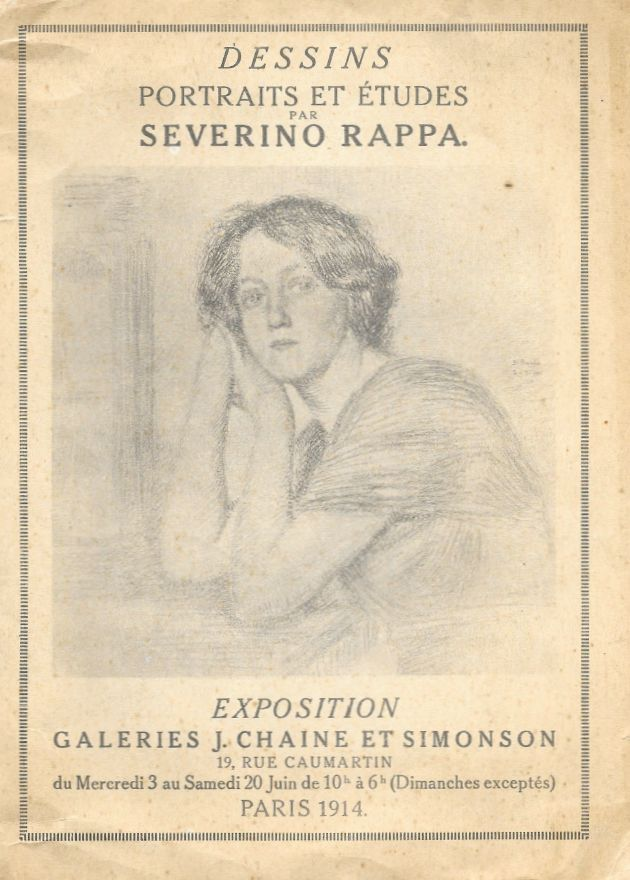
Exposition des dessins portraits et études de Severino Rappa - Galeries J. Chaine et Simonson - Paris 1914

Au cours de la décennie suivante, Rappa conserve une popularité certaine, attestée par de multiples articles dans les pages culturelles des journaux et dans les revues d’art. Entre 1923 et 1925, ses dessins fournirent des illustrations pour Le Bulletin de la vie artistique, périodique parisien qui publia des portraits signés Rappa, entre autres celui de Maximilien Luce. Rappa fait aussi un triple croquis de l'épouse de Luce, Ambrosine Bouin, de Claude Anet (1910) et du critique Gustave Geffroy. 
La date de son décès est restée longtemps méconnue (le musée d'Orsay indique « 1916 »). Séverin Rappa est mort à l’Hôpital Cochin le 8 avril 1945 et résidait à ce moment-là au 4, rue Thouin dans le 5e arrondissement de Paris. Il est inhumé le 11 avril au cimetière parisien de Bagneux dans la division 92 et depuis sa tombe fut relevée.

## Œuvre

### Collections publiques
- Primavera, mine de plomb, 1908, musée du Louvre, départements des Arts graphiques[18].
- Adolescence. Portrait de Mademoiselle J. R.[19], lithographie, 1908.
- Convalescente, lithographie, 1909, musée d'Auneuil[20].
- Abandon[21], lithographie, 1910.
- Le Sculpteur Alexandre Charpentier sur son lit de mort[22], dessin, avant 1917.

### Ouvrages illustrés
- Maurice Martin, Le Ciel. L'Océan. La Forêt. Le Triptyque. Poèmes de la Cote d'Argent, portrait en frontispice, Paris, Em.-J-B. Brocherioux, 1923.
- George Bonnamour, Le Songe de Shakespeare. Poème, frontispice, Paris, André Delpeuch, 1931.
- George Bonnamour, La Cendre des jours. Poèmes, frontispice, Paris, La Caravelle, 1935.
- Jean Paulhan, F.F. ou le Critique, collectifs d'illustrateurs, Paris, Gallimard, 1945.